# Paul Lebeau
Paul Marie Alfred Lebeau (19. prosince 1868 Boiscommun – 18. listopadu 1959 Massy) byl francouzský chemik. Studoval na prestižní École supérieure de physique et de chimie industrielles de la ville de Paris (ESPCI).
Společně se svým školitelem Henrim Moissanem se věnoval výzkumu chemie fluoru a podílel se na objevu několika nových sloučenin fluoru, včetně fluoridu bromitého (BrF3), difluoridu kyslíku (OF2), fluoridu seleničitého (SeF4) a fluoridu sírového (SF6).
V roce 1899 se mu podařilo získat čisté beryllium elektrolyticky z fluoroberyllnatanu sodného (Na2[BeF4]).
Během první světové války vylepšil konstrukci plynových masek používaných francouzskou armádou.